# Caspar Bauhin

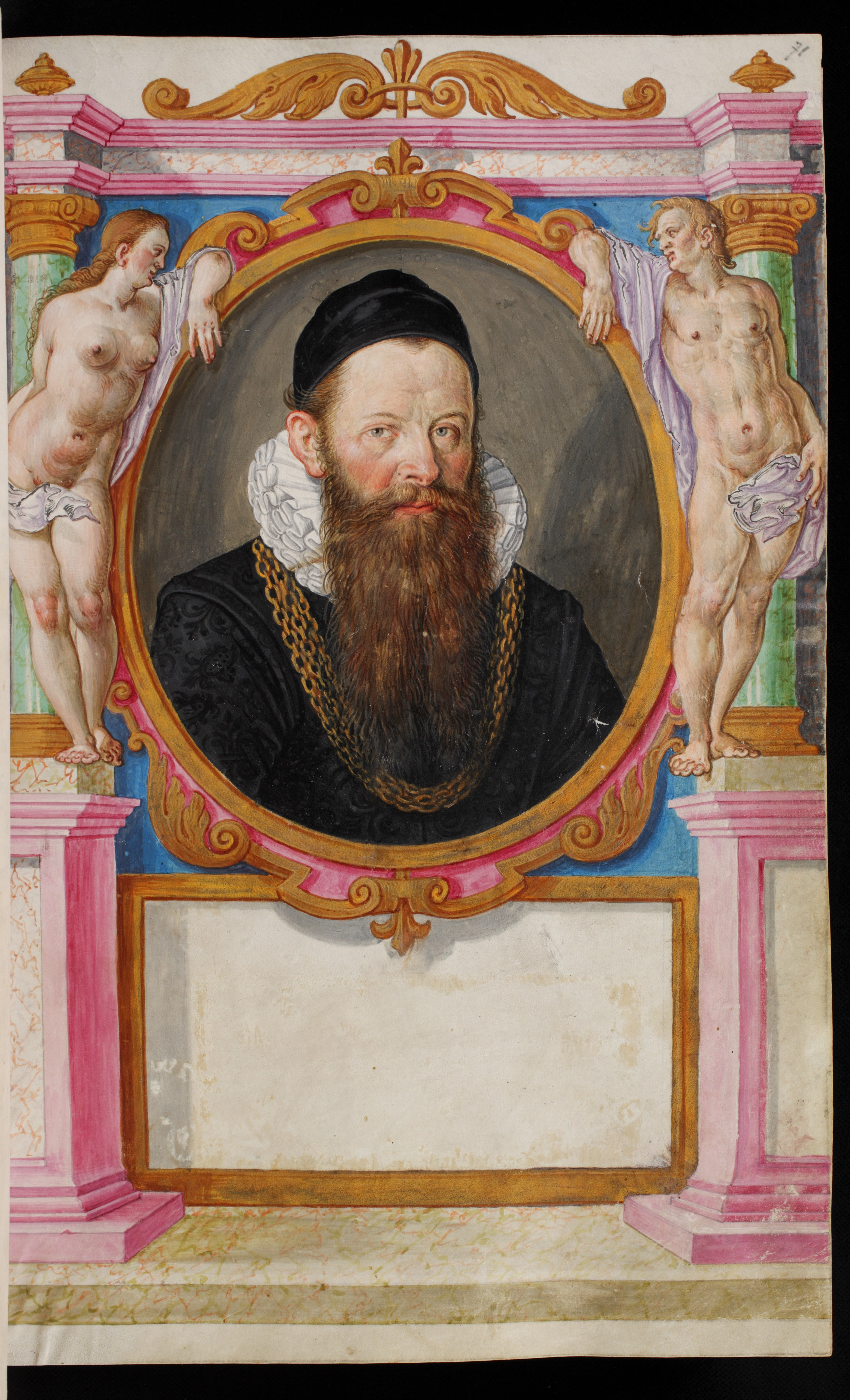
Caspar Bauhin. Porträt in der Rektoratsmatrikel der Universität Basel, 1598.

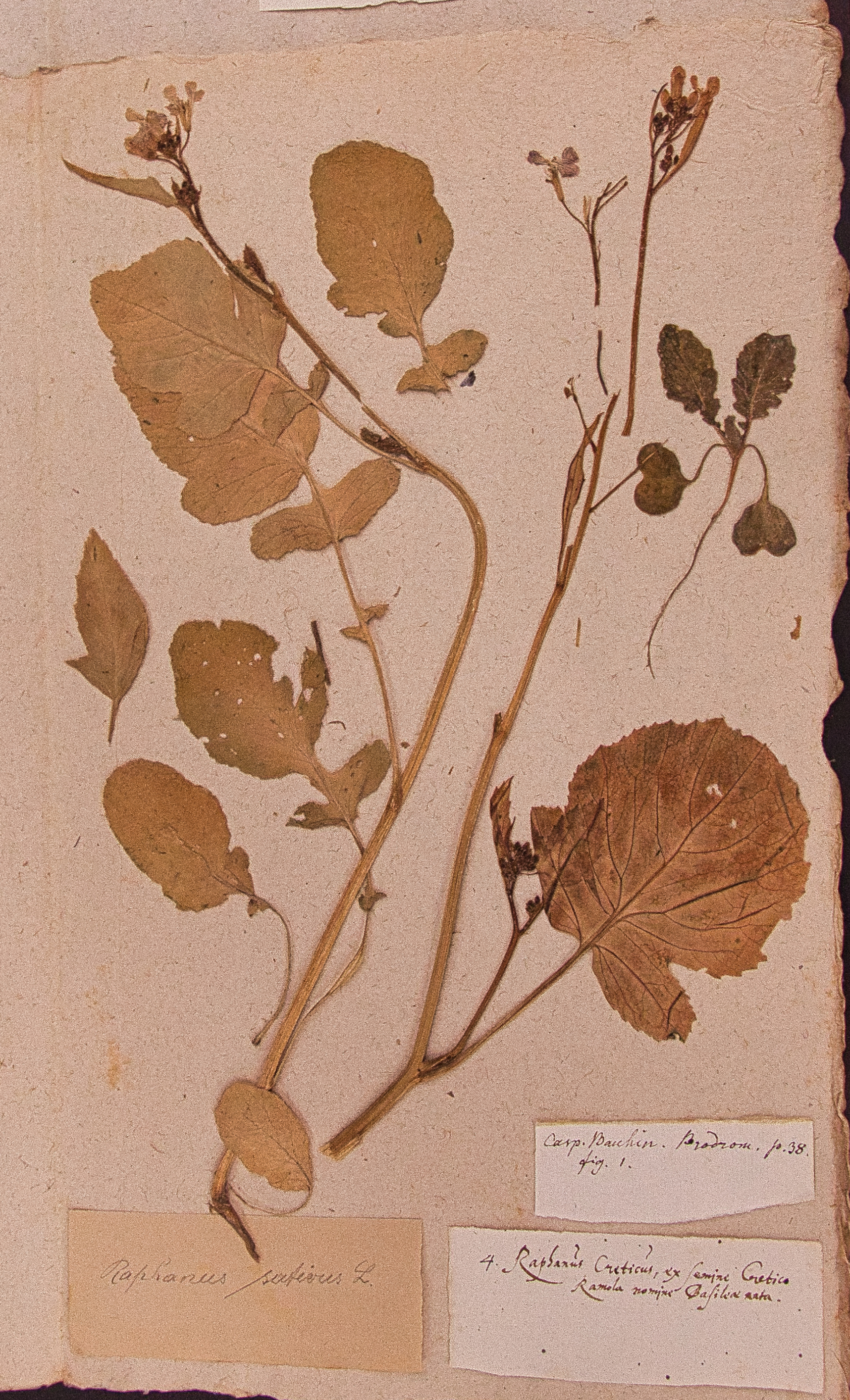
Seite zum Raphanus sativus, dem Garten-Rettich, aus dem Herbar von Caspar Bauhin (Ende 16./Anfang 17. Jahrhundert).

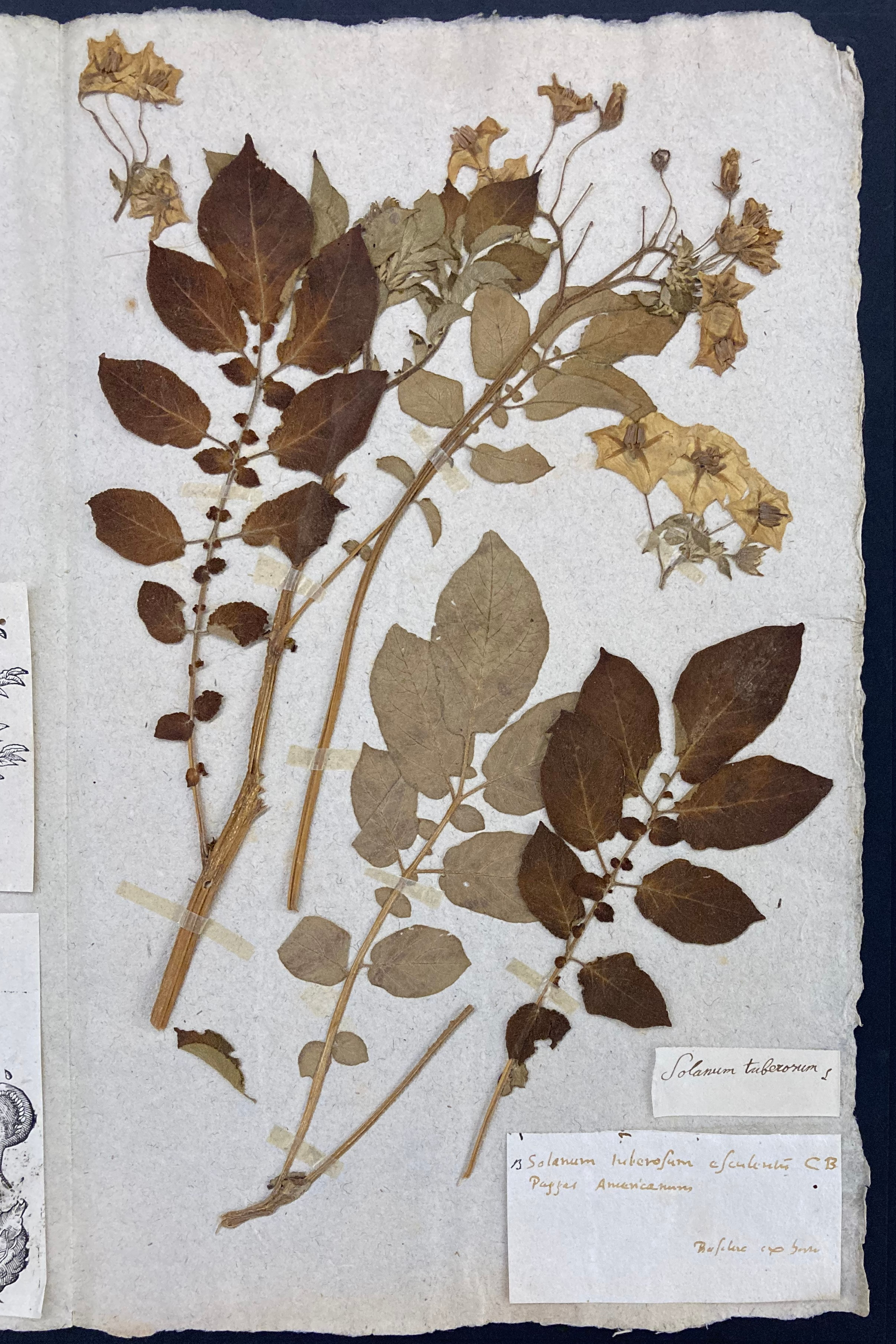
Ältester Herbarbeleg der Kartoffel, aus Caspar Bauhins Herbar.

Caspar Bauhin (latinisiert Caspar Bauhinus) oder Gaspard Bauhin (* 17. Januar 1560 in Basel; † 5. Dezember 1624 ebenda) war ein Schweizer Mediziner, der zahlreiche Schriften über Anatomie, Botanik und Pharmakologie verfasste. Sein offizielles botanisches Autorenkürzel lautet „C.Bauhin“. Er ist der Vater von Johann Caspar und Bruder von Johann Bauhin.

## Leben und Wirken
Caspar Bauhin stammte aus der Medizinerfamilie Bauhin, die als Hugenotten aus Paris und Amsterdam nach Basel geflohen war; sein Vater war Jean Bauhin. Caspar Bauhin studierte an der Universität Basel Medizin mit Schwerpunktfach Anatomie, unter anderem bei Felix Platter. Weitere Studienorte waren ab 1577 Padua, unter anderem bei Girolamo Mercuriale, Montpellier (1579), Paris und Tübingen. 1581 wurde Bauhin in Basel nach erfolgreicher Disputation über Thesen De dolore colico zum Dr. med. promoviert.
Ab 1582 war er Lehrer mit einem Lehrstuhl für Griechisch, ab 1589 Dozent und erster ordentlicher Professor für Anatomie und Botanik an der Universität Basel, für die er ihren botanischen Garten einrichtete. Als Nachfolger von Felix Platter wurde er 1614 zum Stadtarzt und Professor für praktische Medizin an der Universität ernannt. In den Jahren 1592, 1611 und 1619 war Bauhin Rektor der Universität Basel.
Bauhin hielt im Rahmen der Medizinerausbildung in Basel öffentliche Sektionen (zunächst anhand der Tafeln des von ihm später abgelehnten Vesal an Menschen, dann wieder Galen folgend an Tieren) und botanische Exkursionen ab. Er trieb die Errichtung des Basler Theatrum anatomicum und des Apothekergartens Hortus medicus voran.

### Leistungen in der Medizin

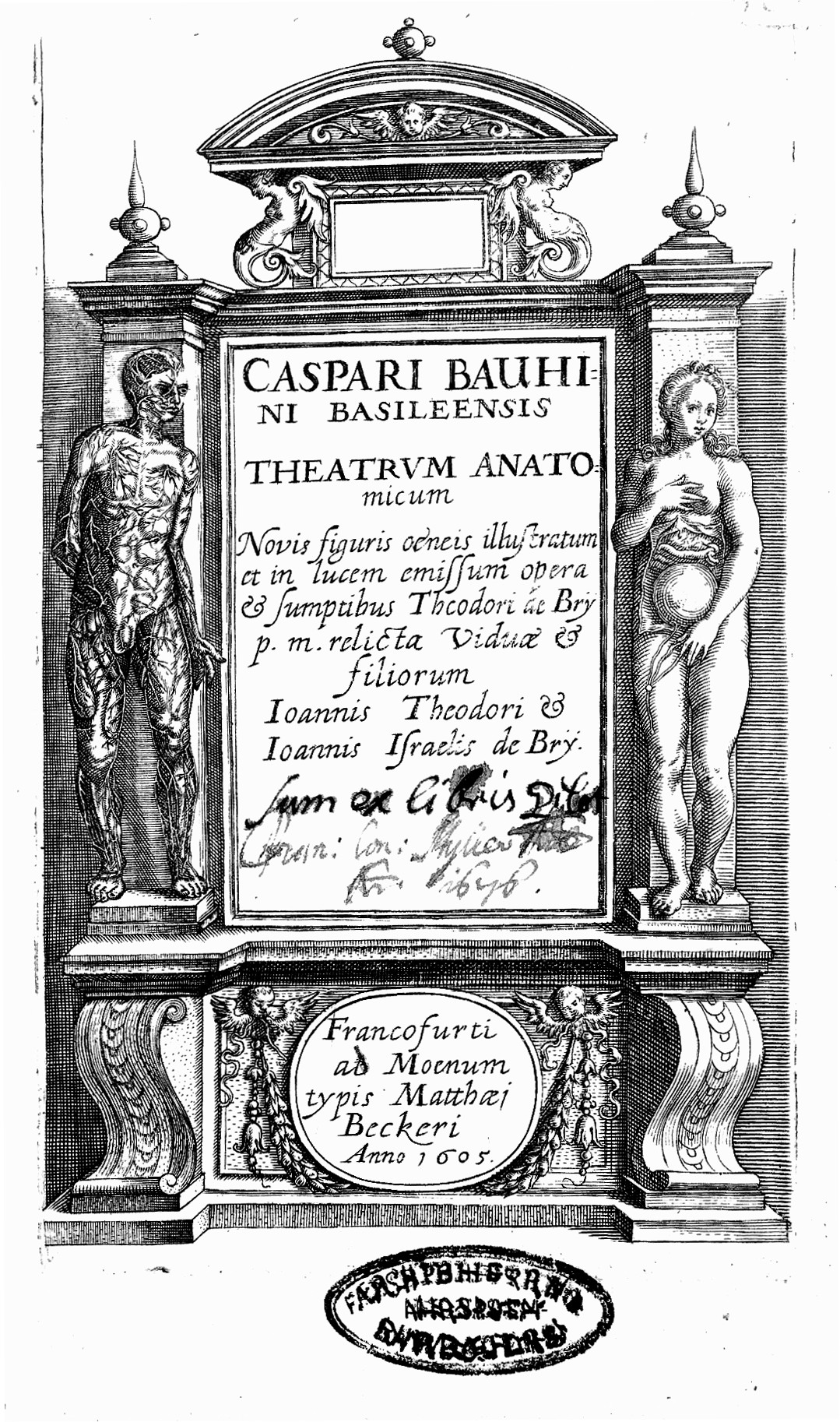
Titelseite von Caspar Bauhins Theatrum Anatomicum

Bauhin ist der Autor zahlreicher Publikationen anatomischen Inhaltes, in denen er seine Vorlesungen und anatomisch-pathologischen Demonstrationen zusammenfasste, mit akribischer und fast lückenloser Aufzählung sämtlicher Körperteile wiedergab und physiologische sowie pathologische Erläuterungen hinzufügte. Seine Leistungen beruhen auf der Verbesserung und Systematisierung der anatomischen Terminologie, besonders in seinem 1605 publizierten Theatrum Anatomicum. Das war ein handliches Lehrbuch der Anatomie, in dem er das anatomische Wissen der Zeit umfassend zusammenstellte und mit vielen Abbildungen illustrierte. Von praktischem Nutzen waren auch seine Pharmazie. Darin beschreibt er die damals gebräuchlichen Heilmittel bezüglich ihrer Zusammensetzung, Zubereitung und Verschreibungsweise. Er gilt als „Entdecker“ bzw. „offizieller Erstbeschreiber“ der Ileozökalklappe, eines Verschlusses am Übergang zwischen Dickdarm und Dünndarm, die nach ihm als „Bauhin-Klappe“ bezeichnet wird. Nicht diese "Entdeckung", sondern sein pädagogisches Bemühen, die Anatomie und die Botanik für den gewöhnlichen praktischen Arzt vermittelbar und relevant zu machen, erwiesen sich als wirkmächtiges Erbe seiner Leistungen.

### Leistungen in der Botanik
In der Renaissance war das Interesse an der Pflanzenkunde neu erwacht. Es orientierte sich nicht mehr wie seit der Antike üblich allein an Heilpflanzen und deren Heilwirkungen. Das Interesse zielte auf alle Pflanzen. Wer sich damals mit Pflanzen beschäftigte, sah sich mit einer babylonischen Namensvergabe für Pflanzen konfrontiert. Ein Name konnte verschiedene Pflanzen benennen. Und umgekehrt: Primula veris, Bellis pratensis minor, Consolida minor officinarum und Bellis sylvestris minor sind nur einige von insgesamt 19 Namen für dieselbe Pflanze, das Gänseblümchen, das heute als Bellis perennis L. bekannt ist. Caspar Bauhin machte es sich zur Lebensaufgabe, möglichst viele Pflanzen zu beschreiben und sie aufgrund ihrer Ähnlichkeiten systematisch zu ordnen. Ihm genügten Beschreibungen und Zeichnungen nicht. Er wollte die Pflanze sehen, um sie detailliert vergleichen und beschreiben zu können. Zu diesem Zweck korrespondierte er mit Politikern, Ärzten, Apothekern, Botanikern und ehemaligen Studenten. Sie sandten ihm Pflanzen, Samen und deren Namen. Sein Korrespondentennetz zog sich über ganz Europa und reichte von Nordamerika bis nach China. So entstand Bauhins Herbarium, das für rund zwei Drittel der damals bekannten Pflanzen Herbarbelege umfasste. Weltweit gibt es etwa 3.500 Herbarien mit insgesamt rund 400 Millionen Exemplaren, von denen nur ein kleiner Teil aus der Zeit Bauhins oder davor stammt. Von diesen jahrhundertealten Exemplaren stammen jedoch etwa 30 Prozent von Bauhin. Dank der Digitalisierung und neuer Technologien erleben Herbarien derzeit eine regelrechte Renaissance. Sie bilden die Grundlage für globale Datenbanken, in denen viele Tausende von Exemplaren gleichzeitig analysiert werden können. Und dank der modernen technischen Möglichkeiten ist es auch möglich, die DNA und Isotope alter Exemplare zu analysieren.  Bauhin gilt als einer der Gründerväter der wissenschaftlichen Botanik und Vorbereiter für die zweiteiligen Pflanzenbezeichnungen, die Carl von Linné konsequent ausbaute und die zur Grundlage der modernen Taxonomie wurde.

## Ehrungen
Charles Plumier benannte ihm und seinem Bruder Johann Bauhin zu Ehren die Gattung Bauhinia der Pflanzenfamilie Fabaceae. Carl von Linné übernahm später diesen Namen.

## Schriften (Auswahl)
- ΑΠΟΘΕΡΑΠΕΙΑ ΙΑΤΡΙΚΗ. [Apotherapeia iatrikē. De dolore colico] Basel 1581 (Digitalisat) – Dissertation.
- Gynaeciorum sive de mulierum affectibus commentarii Graecorum, Latinorum, barbarorum, iam olim et & nunc recens editorum: in tres tomos digesti, et necessariis passim imaginibus illustrati. Conrad Waldkirch, Basel 1586, 4 Bände: Band 1, Band 2, Band 3, Band 4. – als Herausgeber
- ΥΣΤΕΡΟΤΟΜΟΤΟΚΙΑ [Hysterotomotokia] Francisci Rovsseti, Gallicè primvm édita, nvnc verô latinè reddita Multisque & variis Historiis in Appendice additis locupletata, comprobata & confirmata. Adiecta est Ioan. Albosii Medici, Lithopaedii Senonensis, per annos XXIIX. in Vtero contenti, Historia elegantissima. Conrad Waldkirch, Basel 1588 (Digitalisat).
  - Neuauflage: Conrad Waldkirch, Basel 1591
- De Corporis humani partibus externis: Tractatus, hactenus non editus. Episcopius, Basel 1588 (Digitalisat).
- De Corporis humani fabrica. Basel 1590 (Digitalisat).
- De Corporis humani fabrica: Libri IIII. Methodo Anatomica in praelectionibus pub. proposita : ad And. Vesalij Tabulas instituta : sectionibusqe publicis & priuatis, comprobata. Sebastian Henric Petri, Basel 1590 (Digitalisat). – Neuausgaben:
  - Anatomica Corporis virilis et mvliebris Historia: Hippocrat. Aristotel. Galeni auctoritat. illustrata & nouis inuentis plurimis aucta. Cum Indice locupletissimo. Johann le Preux, Lyon 1597 (Digitalisat).
  - Institvtiones Anatomicae Corporis virilis et mvliebris Historiam exhibentes. Johann le Preux, Lyon 1604 (Digitalisat).
  - Anatomicae Corporis virilis et mvliebris Historiam exhibentes: Hippocrat. Aristot. Galeni auctoritat. illustratae & nouis inuentis plurimis. Hac editione qvarta auctae. Johann Schroeter, Basel 1609 (Digitalisat)
  - Institvtiones Anatomicae Hippoc. Aristot. Galeni auctorita. illustratae. Hac editione qvinta & postrema ab auctore emaculatae, & auctae. Paul Jacobi, Frankfurt am Main 1616 (Digitalisat).
- De plantis a divis sanctisve nomen habentibus : Caput Ex magno volumine de Consensu & dissensu Authorum circa stirpes, desumptum. Conrad Waldkirch, Basel 1591 (Digitalisat).
- Anatomes … Liber Primus: Externerum humani corporis partium appellationem, descriptionem et explicationem accuratem, continens, Iterata editio, priore longé auctior & locupletior. Sebastian Henric Petri, Basel 1591 (Digitalisat).
- Anatomes … Liber Secundus: Partium Similarium Spermaticarum tractationem, per quatuor causas, ex Hippocratis, Aristotelis, Galeni & recentiorum, doctrina, traditam, continens. Sebastian Henric Petri, Basel 1592 (Digitalisat).
- Aloysii Anguillarae de simplicibus liber primus cum notis […]. Sebastian Henricpetri, Basel 1593 – als Übersetzer und Herausgeber eines Werkes von Luigi Anguillara.
- ΦΥΤΟΠΙΝΑΞ [Phytopinax] seu Envmeratio plantarvm ab Herbarijs nostro seculo descriptarum, cum earum differentijs: cvi plurimarum hactenus ab ijsdem non descriptarum succinctae descriptiones & denominationes accessére: Additis aliquot hactenus non sculptarum Plantarvm viuis Iconibus. Sebastian Henric Petri, Basel 1596 (Digitalisat).
- Petri Andreae Matthioli Medici Caesarei et Ferdinandi Archiducis Austriae, Opera quae exstant omnia: Hoc est, Commentarij in VI. libros Pedacij Dioscoridis Anazarbei de Medica materia: Adiectis in margine variis Graeci textus lectionibus, ex antiquissimis Codicibus desumptis, qui Dioscoridis deprauatam lectionem restituunt: Nunc ä Casparo Bavhino, Post diuersarum editionum collationem infinitis locis aucti: Synonymiis qvoque plantarvm et notis illvstrati: Adiectis plantarvm Iconibvs, svpra priores editiones plus quam trecentis (quarum quamplurime nunc primüm describuntur) ad viuum delineatis. De ratione destillandi aqvas ex omnibvs plantis: Et quomodo genuini odores in ipsis Aquis conseruari possint. Item Apologia in Amatvm Lvsitanvm, cvm Censura in eiusdem Enarationes. Epistolarvm Medicinalivm Libri qvinqve. Dialogvs de Morbo gallico. Cvm locvpletissimis indicibvs, tvm ad Rem Herbariam, tvm Medicamentariam pertinentibus. Nicolaus Bassaeus, Frankfurt am Main 1598 (Digitalisat) – als Übersetzer und Herausgeber.
  - 2. Auflage: Johann König, Basel 1674 (Digitalisat).
  - Exsectio Foetvs vivi ex matre viva sine altervtrivs vitae periculo, & absque foecunditatis ablatione, à Francisco Rosseto Gallice conscripta. Adjecta est Ioan. Albosii Protomedici Regii Foetus per ann. XXIIX. in vtero contenti & lapide facti Historia. Franc, item Rosseti tractat. huius indurationis causas explicans. Nicolaus Bassaeus, Frankfurt am Main 1601 (Digitalisat).
- Animadversiones in Historiam generalem plantarum Lugduni editam. Item Catalogas plantarum circiter quadrigentarum eo in opere bis terue positarum. Frankfurt am Main 1601 (Digitalisat).
- Theatrum anatomicum. Frankfurt am Main 1605 (Digitalisat).
- Appendix Ad Theatrum Anatomicum Caspari Bauhini: Sive Explicatio Characterum omnium, qui figuris totius Operis additi fuere: quae seorsim compingi debet. Matthäus Becker, Frankfurt am Main 1605 (Digitalisat).
  - Vivae Imagines partium corporis humani aeneis formis expressae, et ex Theatro anatomico Caspari Bauhini Basilien. Archiatri desumptae. [Frankfurt am Main] 1620.
    - Vivae Imagines partium corporis humani aeneis formis expressae, et ex Theatro anatomico Caspari Bauhini Basilien. Archiatri desumptae. Matthaeus Merian Frankfurt am Main 1640 (Digitalisat).

  - Theatrvm Anatomicum Caspari Bauhini Basileen. Archiatri Infinitis locis auctum, ad morbos accommodatum & ab erroribus ab Authore repurgatum, observationibus et figuris aliquot novis aeneis illustratum. [Frankfurt am Main] 1621 (Digitalisat).
- Neuw vollkommentlich Kreuterbuch, Mit schönen vnnd künstlichen Figuren, aller Gewächs der Bäumen, Stauden und Kräutern, so in Teutschen vnnd Welschen Landen, auch in Hispanien, Ost vnnd Westindien, oder in der Newen Welt wachsen, derer vber 3000. eygentlich beschrieben werden, auch deren Vnterscheidt vnd Wirckung sampt ihren Namen in mancherley Sprachen angezeigt werden, derengleichen vormals nie in keiner Sprach in Truck kommen, darinn viel vnd mancherley heylsamer Artzney vor allerley innerlichen vnnd eusserlichen Kranckheiten beyde der Menschen, vnd dess Viehes, sampt ihrem nützlichen gebrauch, beschrieben werden, es sey mit Träncken, Säjft, Syrupen, Conseruen, Latwergen, Wassern Puluer, Extracten, Oelen, Saltz, Salben, Pflastern, vnd dergleichen: Darinnen auch vber tausendt hochbewärte vortreffliche Experiment vnd heimliche Künste angezeigt werden. Allen Aertzten, Apoteckern, Wundtärtzten, Schmieden, Gärtnern, Kochen, Kellern, Hebammen, Hauss Vätern, vnd allen andern Liebhabern der Artzney sehr nützlich: Auss langwiriger vnd gewisser erfahrung, vnserem geliebten Vatterlandt zu Ehren, mit sondern Fleiss trewlich beschrieben, Durch Jacobum Theodorum Tabernaemontanum, der Artzney. Doctorem, vnd Churfürstlicher Pfaltz Medicum. Jetzt wiederumb mit vielen schonen newen Figuren, auch nützlichen Artzneyen, vnd andern guten Stücken, Sonderlich aber das Ander Theil mit sondern Fleiss gemehret. Johannes Bassaeus, Johann Dreutels, Nicolaus Hoffman: Frankfurt am Main 1613, 3 Bände (Digitalisat, Das ander Theyl).
  - 2., unveränderte Auflage: Johann Dreutel, Frankfurt am Main 1625 (Digitalisat).
- De Lapidis Bezaar Orient, et Occident. Cervini item et Germanici Ortv, Natvra, Différentes, veroque vsu ex Veterum & Recentiorum placitis Liber hactenus non editus. Conrad Waldkirch, Basel 1613 (Digitalisat).
  - 2. Auflage, Ludwig König, Basel 1624.
  - 3. Auflage, Ludwig König, Basel 1625 (Digitalisat).
- De hermaphroditorum monstrosorumque partuum natura ex Theologorum, Jureconsultorum, Medicorum, Philosophorum, & Rabbinorum sententia: libri duo hactenus non editi: plane Philologici, infinitis exemplis illustrati., Hieronymus Galler, Oppenheim 1614 (Digitalisat).
  - Nachdruck: Frankfurt am Main 1614.
  - Nachdruck: Matthäus Merian, Frankfurt am Main 1629.
- De homine oratio. Basel 1614 (Digitalisat) – Antrittsvorlesung.
- Vivae imagines partium corporis humani. Frankfurt am Main 1620.
- ΠΡΟΔΟΜΟΣ [Prodromus] Theatri botanici, in qvo svpra sexcentae ab ipso primùm descriptae cum plurimis figuris proponitur. Paul Jacobi, Frankfurt am Main 1620 (Digitalisat).
  - 2. Auflage, Basel 1671 (Digitalisat).
- Catalogus plantarum circa Basileam sponte nascentium. Johann Jakob Genath, Basel 1622
- ΠΙΝΑΞ [Pinax] Theatri botanici sive Index in Theophrasti Dioscoridis Plinii et Botanicorvm qui à Seculo scripserunt Opera Plantarvm circiter sex millivm ab ipsis exhibitarvm nomina cvm earundem Synonymiis & differentiis methodice secundùm earum genera & species proponens. Opvs XL. annorvm Hactenus non editum summoperè expetitum ad auctores intelligendos plurimùm faciens. Ludwig König, Basel 1623 (Digitalisat).
- Theatri Botanici sive Historiae Plantarvm ex Vetervm et Recentiorvm placitis propriaq. observatione concinnatae Liber Primvs. Johannes König, Basel 1658 (Digitalisat). – postum

Disputationen
- Praeludia anatomica. Basel 1601 (Digitalisat) – Respondent: Philipp Höchstetter.
- Disputatio secunda: De partibus Humani Corporis Theses. Conrad Waldkirch, Basel 1602 – Respondent: Philipp Höchstetter.
- Disputatio tertia: De Ossium natura Theses. Conrad Waldkirch, Basel 1604 – Respondent: Johann Heinrich Froelich.